# Masters de Roma 1991
El Abierto de Italia 1991 fue la edición del 1991 del torneo de tenis Masters de Roma. El torneo masculino fue un evento de los Super 9 1991 y se celebró desde el 13 de mayo hasta el 20 de mayo.  El torneo femenino fue un evento de la Tier I 1991 y se celebró desde el 16 de mayo hasta el 12 de mayo.

## Campeones

### Individuales Masculino
Emilio Sánchez vence a  Alberto Mancini, 6–3, 6–1, 3–0 (retirado)

### Individuales Femenino
Gabriela Sabatini vence a  Monica Seles, 6–3, 6–2

### Dobles Masculino
Omar Camporese /  Goran Ivanišević vencen a  Luke Jensen /  Laurie Warder, 6–2, 6–3

### Dobles Femenino
Jennifer Capriati /  Monica Seles vencen a  Nicole Bradtke /  Elna Reinach, 7–5, 6–2